# Su mejor alumno
Pour plus de détails, voir Fiche technique et Distribution.
Su mejor alumno est un film argentin réalisé par Lucas Demare et sorti en 1944.
Il figure dans la Liste des 100 meilleurs films argentins à la 39e place, et son réalisateur a reçu le Prix Silver Condor du meilleur réalisateur (en) en 1945.

## Synopsis
La vie de Domingo Fidel, dit Dominguito, fils adoptif du président Domingo Faustino Sarmiento. Dominguito s'engage en tant que volontaire dans la guerre de la Triple-Alliance, et finit par y trouver la mort.

## Fiche technique
- Titre :Su mejor alumno
- Réalisation : Lucas Demare
- Scénario : Homero Manzi, Ulises Petit de Murat d'après le roman 	Vida de Dominguito de Domingo F. Sarmiento
- Musique : Lucio Demare
- Photographie : Bob Roberts
- Montage : Carlos Rinaldi
- Société de production : Artistas Argentinos Asociados
- Pays :  Argentine
- Genre : Biopic et drame
- Genre : Biopic et drame
- Durée : 114 minutes
- Date de sortie : 22 mai 1944

## Distribution

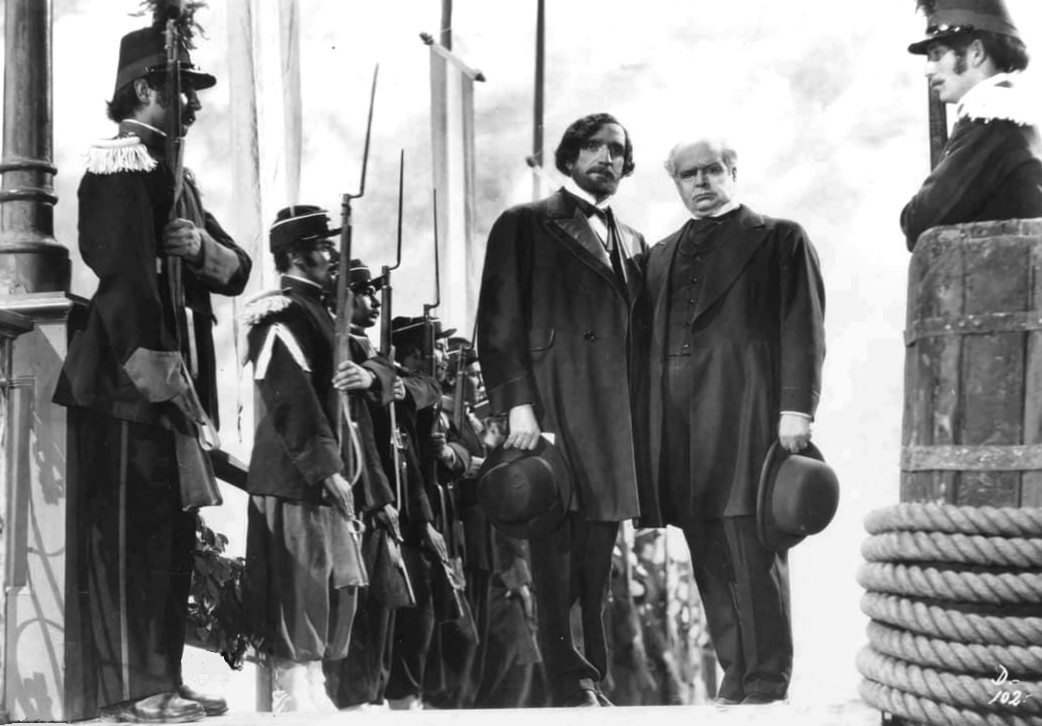
Orestes Caviglia et Enrique Muiño dans une scène du film.

- Enrique Muiño (Domingo Faustino Sarmiento)
- Ángel Magaña (Dominguito)
- Orestes Caviglia
- Norma Castillo
- Guillermo Battaglia
- María Esther Buschiazzo
- Hugo Pimentel
- Alberto de Mendoza
- Judith Sulián
- Domingo Márquez
- Bernardo Perrone
- René Mugica
- Pedro Fiorito
- Horacio Priani
- Mario Lozano
- César Fiaschi
- Warly Ceriani
- Américo Sanjurjo
- Alberto Terrones
- Pablo Cumo
- Carlos Lagrotta
- Arsenio Perdiguero
- Carmen Giménez

## Distinctions
- 1945 : Meilleur film aux Argentine Film Critics Association Awards[3]
- 1945 : Prix Silver Condor du meilleur réalisateur (en) pour Lucas Demare
- Meilleur acteur pour Enrique Muiño
- Meilleur scénario adapté